# Durin (Damaszek)
Durin (arab. دورين) – wieś w Syrii, w muhafazie Damaszek. W 2004 roku liczyła 750 mieszkańców.